# 环仓秀麻古墓葬群
环仓秀麻古墓葬群，位于中国青海省刚察县泉吉乡环仓秀麻村，为青海省市县级文物保护单位，公布日期为2001年9月8日，类型为古墓葬。
环仓秀麻古墓葬群的历史年代为卡约文化。